# Renia restrictalis
Renia restrictalis là một loài bướm đêm trong họ Noctuidae.